# 消費財
消費財（しょうひざい）とは経済学用語の一つ。これは生産される財の中でも、消費を目的として家庭に需要とされるような財やサービスのことを言う。
これに対して、生産を目的として企業で消費されるような財は生産財という。同じ商品であっても家庭で消費されるならば消費財となり、企業で消費されるならば生産財という形に分類される。この消費財とは、ゴミ袋のように一度きりの使用のみとなる非耐久消費財と、家電製品など数年にわたって使用をし続けられる耐久消費財に分けられる。

## 分野別
- リテール品 - 消費財として一般向けに流通するコンピュータ部品。